# Arthur Hutchins
Artur Hutchins (ur. 15 września 1890 w Bishop’s Waltham; zm. 1948) – angielski piłkarz. Grał jako lewy obrońca.

## Kariera
Swoją karierę Hutchins rozpoczynał w zespole Croydon Common. W czasie I wojny światowej grał gościnnie w Arsenalu. Rozegrał w tym czasie sto spotkań w tym klubie. W kwietniu 1919 roku podpisał z Arsenalem kontrakt. 13 września zadebiutował w ligowym spotkaniu z Sunderlandem. W sezonie 1919/1920 był podstawowym lewym obrońcą zespołu. Wcześniej rolę tę pełnił Frank Bardshaw, który został jednak przesunięty do ataku.
Przez następne dwa sezony dalej był podstawowym graczem zespołu. W tym czasie nie zagrał w ośmiu ligowych spotkaniach. W sezonie 1922/1923 rozegrał dziesięć meczów. Lewym obrońcą Arsenalu stał się Andy Kennedy. Nie powrócił do wyjściowego składu i w lipcu 1923 roku Hutchins przeszedł do Charltonu Athletic. Łącznie w Arsenalu zagrał 108 razy i strzelił jednego gola.
W Charltonie grał przez trzy sezony, po czym w 1926 roku zakończył karierę. W 1948 roku zmarł. Miał wówczas 57 lat.